# Idris exilis
Idris exilis är en stekelart som beskrevs av Kononova 2003. Idris exilis ingår i släktet Idris och familjen Scelionidae. Inga underarter finns listade i Catalogue of Life.